# Пели (река)
Пели (на английски: Pelly River) е река в Северозападна Канада, територия Юкон. Дължината ѝ от 608 км ѝ отрежда 48-о място в Канада.
Реката извира от западните склонове на централната част на планината Селуин, на 465 м н.в. Тече на юг, а след това на запад през широка долина, получавайки множество малки притоци от изток. След като премине през малкото езеро Пели реката поема в северозападно направление през долината Тинтина. При селището Рос Ривър от дясно в нея се влива река Рос Ривър, а след това преминава през селището Фаро и от ляво в нея се вливт реките Лапи и Гленлайн. След устието на Гленлайн долината се стеснява до каньоновидна с високи и стръмни брегове и тук от дясно се влива река Тей. Няколко километра след това реката излиза от дефилето, завива на запад и долината ѝ се разширява. Приема от дясно най-големия си приток река Макмилан, преминава покрай градчето Пели Кросинг и след 25 км се влива в река Юкон в близост до селището Форт Селкирк, на височина 458 м.
Площта на водосборния басейн на реката е 51 000 km2, като основните ѝ притоци са – леви: Лапи, Гленлайн, Тъмел десни: Рос Ривър, Тей, Ърн, Макмилан
Основно подхранване – снегово. Среден многогодишен дебит в устието от 410 m3/s, като максимумът е през юни-юли – 4160 m3/s, а минимумът – през декември-януари 35 m3/s. На 320 км от устието си Пели е плавателна за малки съдове.
По протежението на реката са разположени три селища Рос Ривър (61°58′45″ с. ш. 132°26′54″ з. д. / 61.979167° с. ш. 132.448333° з. д.), Фаро (62°13′43″ с. ш. 133°21′12″ з. д. / 62.228611° с. ш. 133.353333° з. д.) и Пели Кросинг (62°49′30″ с. ш. 136°34′26″ з. д. / 62.825° с. ш. 136.573889° з. д.). Над реката са построени само два моста, при Фаро и Пели Кросинг, като вторият е част от канадската магистрала „Клондайк“.
През лятото на 1840 г. служителят на компанията „Хъдсън Бей“ Робърт Кeмпбъл пресича в западно направление планината Маккензи и открива горното течение на реката, спуска се по нея със сал, но скоро е принуден да се върне поради недостиг на провизии. Кемпбъл назовава новооткритата от него река в част на Джон Хенри Пели (1777-1852), управител по това време (1822-1852) на компанията. Три години по-късно Кампбъл отново достига до Пели, построява канута и се спуска по нея до устието ѝ в Юкон. Тук той среща индианци, които никога не са виждали бял човек, но въпреки всичко те го посрещат дружелюбно. След пет години, през 1848 г. отново достига до устието на реката и построява форт (сега селището Форт Селкирк).